# Tacinga
Tacinga é um gênero botânico da família cactaceae.

## Espécies e subespécies
- Tacinga braunii
- Tacinga funalis
- Tacinga inamoena
- Tacinga palmadora
- Tacinga saxatilis
  - Tacinga saxatilis ssp. estevesii
- Tacinga werneri